# Schizotypische persoonlijkheidsstoornis
De schizotypische persoonlijkheidsstoornis is een persoonlijkheidsstoornis waarbij een persoon zich sociaal isoleert, afwijkende gedragingen en gedachten heeft en vaak onconventionele opvattingen heeft, bijvoorbeeld het geloof in buitenzintuiglijke waarneming. Sommigen zien de schizotypische persoonlijkheidsstoornis als een lichte vorm van schizofrenie. Mogelijk zijn deze twee aandoeningen genetisch verwant. Men spreekt dan ook wel van een schizoïde spectrum of genetisch schizofreniespectrum.

## Kenmerken
Centraal bij de schizotypische persoonlijkheidsstoornis staan de afwijkende gedachten die de persoon heeft. Gesprekken met hen kunnen vaak warrig of moeilijk te volgen zijn, ze kunnen breedsprakig zijn en eigenaardige opvattingen verkondigen, maar dit ontspoort niet in de volledige verwardheid die men vaak bij schizofrenie ziet. Wel ziet men vaak de opvatting dat gedachten (zowel die van zichzelf als die van anderen) waarheid kunnen worden door ze alleen maar te denken (magisch denken). Ook het uiterlijk en de kleding wijken vaak af van de maatschappelijke norm, zonder dat er echt sprake is van verwaarlozing. Personen met een schizotypische persoonlijkheidsstoornis worden op grond hiervan vaak als vreemd of excentriek beschouwd.
Er treden soms wat problemen op met de zintuiglijke waarneming. Echte wanen zijn dit echter meestal niet, het betreft eerder een hogere gevoeligheid voor illusies. Ook kan er sprake zijn van depersonalisatie.
Personen met een schizotypische persoonlijkheidsstoornis hebben niet veel behoefte aan contact met andere mensen. Hun affect is vaak oppervlakkig of afgestompt en in andere gevallen vertonen ze emoties die niet bij de situatie passen. Toenadering is niet altijd gewenst en kan leiden tot achterdocht, verdere terugtrekking in een sociaal isolement en angstverschijnselen.